# 北山一郎

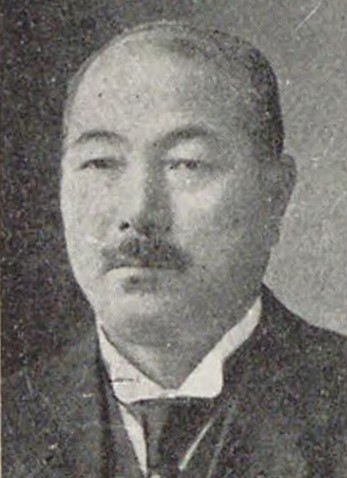
北山一郎

北山 一郎（きたやま いちろう、1872年4月10日（明治5年3月3日） - 1949年（昭和24年）2月12日）は、日本の政治家、実業家。衆議院議員、青森市長。

## 経歴
青森県津軽郡浅瀬石村（現黒石市）で北山長作の長男として生まれる。南津軽郡中学校を経て、1897年、東京専門学校政治科（現早稲田大学政治経済学部）を卒業。卒業後に帰郷し郡青年団を組織した。
実業界では、リンゴ輸出商社・(株) 青浦商会社長、日出セメント (株) 取締役、(株) 青森映画劇場社長、青森商工会議所特別議員を務めた。
政界では、1900年に青森県会議員に選出され、県会議長を二度務めた。1920年5月、第14回衆議院議員総選挙で青森県第一区から立憲政友会所属で出馬して当選し、衆議院議員を一期務めた。
1930年8月8日、青森市長に就任。道路の整備、省営バスの誘致、市立夜間中学（旧制6年）の創立、大野村の一部（北金沢、北片岡）の編入などを推進し、1934年8月7日に市長を退任した。